# 丸運
株式会社丸運（まるうん、Maruwn Corporation）は、東京都中央区に本社を置く運送会社。ENEOSグループ所属の関係会社。バブル期には首都圏にて、企業イメージキャラである、のらくろトラックを見かけることが出来た。

## 沿革
- 1892年（明治25年）- 金原明善が天龍運輸会社を創業。
- 1928年（昭和3年）- 天龍運送株式会社設立。
- 1950年（昭和25年）- 天龍木下運輸株式会社に商号変更。
- 1960年（昭和35年）- 株式会社丸運に商号変更。
- 1961年（昭和36年）- 東京証券取引所2部に上場。
- 1981年（昭和56年）- イメージキャラクターにのらくろを採用。
- 1990年（平成2年）- 東京証券取引所1部に上場。
- 1992年（平成4年）- 創業100周年を迎える。
- 2000年（平成12年）
  - 8月 - シンガポールに現地法人を設立。
  - 10月 - ISO9001の認証取得。
- 2003年（平成15年）- ISO14001の認証取得。
- 2006年（平成18年）
  - 4月 - 上海事務所開設。
  - 10月 - 愛知県西尾市の西尾物流センター営業開始。
- 2008年（平成20年） - ISO27001の認証取得。
- 2009年（平成21年）5月 - PMSの認定取得。茨城県日立市の日立北物流センター営業開始。
- 2010年（平成22年）
  - 4月1日 - 筆頭株主の新日鉱ホールディングスと新日本石油が共同株式移転により統合持株会社「JXホールディングス株式会社」を設立。同社の関係会社へと異動。
  - 7月1日 - 筆頭株主がJXホールディングスとなる。
- 2011年（平成23年）8月8日 - 本社を東京都中央区日本橋へ移転
- 2017年（平成29年）4月1日 - 筆頭株主のJXホールディングスがJXTGホールディングスに商号変更。
- 2017年（平成29年）8月10日 - ベトナムに現地法人「有限会社丸運物流ベトナム」設立。
- 2020年（令和2年）6月25日 - 筆頭株主のJXTGホールディングスがENEOSホールディングスに商号変更。
- 2022年（令和4年）4月1日 - 東京証券取引所の市場区分の見直しにより、東京証券取引所の市場第1部からスタンダード市場に移行。
- 2023年（令和5年）1月10日 - 筆頭株主がJX金属となる。